# Halchita
Halchita est une census-designated place située dans le comté de San Juan, dans l’État de l’Utah, aux États-Unis. Sa population s’élevait à 270 habitants lors du recensement de 2000. 